# Slam Bradley
El detective Samuel Emerson "Slam" Bradley es un personaje ficticio, siendo el primer personaje creado para la revista Detective Comics de la editorial DC Comics. "Slam" Bradley, es un detective privado, que ha estado presente en el Universo DC, creado por Malcolm Wheeler-Nicholson, Jerry Siegel y Joe Shuster (estos dos últimos los mismos creadores de Superman), es un personaje creado como el típico detective privado deduro carácter, resistente y que ama trabajar para las damas, con la típica personalida de los detectives ficticios de las historietas Pulp en sus primeras publicaciones, además lo acompaña su compañero, "El Chapo" Morgan (teniendo en cuenta que sus apariciones en la historieta de DC se dirigía a un público cuya edad promediaba los 10 años de edad).
Slam fue una de las primeras estrellas de la revista de historietas de la Detective Comics, debutando justamente en el  #1(marzo de 1937) un año antes de la primera aparición de Superman, y dos años y tres meses antes de la primera aparición de Batman en la misma revista, y de los cuales, este último sería a quién reeplazaría en la cabecera de la Detective Comics desde el #27.

## Desarrollo y creación del personaje
"Slam" Bradley fue esbozado originalmente por Malcolm Wheeler-Nicholson un 13 de mayo de 1936, según una carta escrita a Jerry Siegel, en la que le dice: 

"Necesitamos un aporte significativo de su trabajo por parte de usted. Estamos recibiendo al menos una creación para un nueva revista en julio y posiblemente dos personajes de primera; es, sin duda la obra principal. Contendrá historias cortas y largas. Usted y Shuster necesitarán dieciséis páginas mensuales. queremos un héroe detective llamado "Slam" Bradley. Deberá ser un aficionado, llamado por la policía para ayudar a desentrañar casos difíciles. Se debe combinar ambos cerebros y una fuerza física considerable, capaz de pensar con mucha rapidez, razocinio y una gran inteligencia, capaz de dar un gran golpe a su manera, para salir bien librado de pelea, ya sea de una sala de un bar o un ataque sorpresa. Aproveche cada oportunidad para mostrarle al personaje que se encuentre estando con su una camisa rasgada o con bíceps hinchados, y con un torso poderoso, a lo Flash Gordon. Las páginas no sólo son para aplicar el mismo tamaño como ocurre con la revista New Comics sino también para contener ocho paneles de una página en lugar de seis."

## Historia sobre la publicación

### Pre-Crisis
El detective fue originalmente una personaje antológico de las historietas; Las aventuras de Slam continuaron a pesar del debut de Batman en el #27, incluso durante las historias publicadas durante la Segunda Guerra Mundial y más allá, terminando finalmente en las páginas del Detective Comics Vol. 1 #152 (octubre de 1949). La característica principal del personaje, es que fue reemplazado por un personaje llamado Roy Raymond, un detective de la televisión. Bradley no tendría otro aspecto importante por más de 32 años, y su compañero Morgan había desaparecido por completo.
La primera aparición de Slam después de su aparición en la revista de historietas de la Detective Comics luego de finalizar su aparición en 1949 sería muchos años después, hasta su regreso a la misma revista en una aparición especial en el Detective Comics Vol. 1 #500, de marzo de 1981. Bradley aparecería cubriendo como suplemento de la historieta (teniendo patillas canosas) colaborando en la historia "The Too Many Cooks ... Caper!", en donde investiga el asesinato de un compañero detective que estaba a punto de retirarse; la historia contó con otros detectives de DC, como son Jason Bard, Pow-Wow Smith, Roy Raymond, el detective de la televisión, Human Target y Mysto, el mago detective. En esta historia él y sus anteriores aventuras ocurridas en Tierra-1 serían parte de la continuidad del Universo DC, estableciendo que, debido a sus anteriores interacciones con otros personajes de este mundo y el aspecto de la ciudad Gotham (y que de antemano, las historias anteriores de "Slam", aparecían independientemente si ocurrieron o no en mundos alternativos del multiverso DC).

### Etapa Post-Crisis
Slam regresaría en las páginas de la Detective Comics Vol. 1 #572 (justamente para la edición 50 aniversario de la revista), haciendo equipo con Batman, Robin, Hombre Elástico, y por supuesto con el literario Sherlock Holmes. Esta fue su primera historia en la continuidad post-crisis.
Más tarde reapareció en los ´títulos mensuales de los cómics de Superman en la década de 1990, trabajando para el departamento de policía de Metrópolis. Sin embargo, esta encarnación del personaje fue tuvo una corta duración. Cuando reapareció un viejo Slam Bradley en las páginas de la Detective Comics, se dio por explicación que el personaje de Metropolis se llamaba Slam Bradley Jr.
El hermano de Slam apareció en una miniserie de Tim Truman, con Biff Slam en el rol principal, en una historia de 1998, Guns of the Dragón, una historia recreada en la década de 1920. En esa historia, Biff se asoció con versiones anteriores de Bat-Lash y As Enemigo, para una aventura en la Isla Dinosaurio. Originalmente, Slam se esperaba que apareciera, pero otro editor tenía planes para Slam. Por lo tanto, se sustituyó a su hermano por el hasta ahora desconocido Biff. Al final de la serie, Biff sacrificaría su vida para detener al villano Vandal Savage, aunque Salvaje al ser inmortal, volvería una vez más, más adelante.
En 2001, Bradley volvió a Detective Comics, cuando el escritor Ed Brubaker y el artista Darwyn Cooke, revivieron al personaje del cómic original en una historia de cuatro partes denominada, "El Camino de Catwoman", que se desarrollaría en las páginas de la Detective Comics Vol. 1 # 759-762. Bradley investigaba la aparentemente muerte de Selina Kyle y en el proceso entra en conflicto contra Batman. La más reciente encarnación del personaje ha sido un exoficial de policía que está en sus más de 50 años, y que siempre ha trabajado en ciudad Gotham, (contradiciendo la anterior versión, cuando trabajó en Cleveland, Nueva York y Metrópolis).
Después de la edición del Detective Comics Vol. 1 #762, Bradley se convirtió en miembro del elenco de reparto de la revista de historietas de Catwoman. Revelaría que tiene un hijo, llamado Sam Bradley Jr., que también trabaja en el Departamento de Policía de Ciudad Gotham. Sam Jr. y Selina Kyle estuvieron involucrados en una relación romántica que condujo a tener una hija, llamada Helena Kyle, la hija de Selina, con lo que hacía que "Slam" Bradley Senior fuese el abuelo de la hija de Catwoman.
El personaje aparecería de nuevo en la novela gráfica de Darwyn Cooke DC: The New Frontier de 2003-2004, en la cual aparece como un investigador privado en el que trabaja junto con el detective John Jones (mejor conocido como el Detective Marciano). Slam vuelve a aparecer en otra obra de Darwyn Cooke denominada Solo #5.
Slam volvería a tener una aparición durante un flashback en el arco "Corazón de Hush", donde fue el principal detective durante la investigación del asesinato del padre de Thomas Elliot.
Slam fue presentado en el fuera de continuidad la historieta digital, Legends of the Dark Knight #5, en la que tuvo que hacer equipo con Batman para limpiar su nombre a causa de un cargo de asesinato que no cometió. Esta historia fue lanzada digitalmente en las páginas de Legends of the Dark Knight #11-13.

## Biografía del personaje
Originalmente operaba en Cleveland y más tarde en Nueva York, 'Slam Bradley y su compañero "Shorty" Morgan a menudo se habían divertido en medio de aventuras, a menudo como incógnitos en diversas profesiones para atrapar a los criminales.
Originario de Cleveland, Ohio, la carrera de Slam fue originalmente la de un detective privado con un fuerte carácter. Slam a menudo trabajaba de encubierto, como un maestro, un mago, un boxeador profesional e incluso una cantante en la radio. Slam se parecía a Superman en características tales como ser alto, musculoso, de pelo negro y la mandíbula cuadrada. Ya en las páginas de la Detective Comics # 500 (marzo de 1981) Bradley (visto con patillas grises) aclaró el asesinato de un detective colega retirado. En dicha historia aparecerían otros detectives tales como Jason Bard, Roy Raymond, Human Target y Mysto, el detective mago.
Slam regresó en Detective Comics # 572, haciendo equipo con Batman, Robin, Elongated Man y Sherlock Holmes. Biff Slam, el hermano de Slam se unió a Bat-Lash y a As Enemigo en una aventura en la Isla Dinosaurio, donde Biff sacrificaría su vida para detener al villano Vandal Savage. En Detective Comics # 759-762, Bradley investiga la muerte de Selina Kyle y en el proceso entra en conflicto con Batman. Luego se revela que tiene un hijo, Sam Bradley Jr., quien trabaja en el Departamento de Policía de Ciudad Gótica. Sam Jr. y Selina tuvieron una hija, Helena Kyle, la hija de Selina, lo que hace a Slam Bradley, el abuelo de la hija de Catwoman. Slam fue el detective principal en el asesinato del padre de Thomas Elliot.

## Poderes y habilidades
- "Slam" Bradley no es ningún héroe con superpoderes, sin embargo, tiene como característica principal un aspecto físico parecido a Superman, musculatura, porte, cabello, sin embargo, es un excelente combatiente cuerpo a cuerpo, como lo demuestra luchando contra cualquier atacante, que se le presente, incluso estando en sitios recurrentes como bares o sitios sociales de reunión social nocturno; además, es un excelente investigador; Slam posee habilidades afiladas para el razonamiento deductivo y está entrenado en varias formas de investigación, al nivel del mismísimo Batman. Es un amo del disfraz y del mimetismo; Slam también posee un talento para la imitación y dominio suficiente para poder permitirse trabajar encubierto con eficacia.

## Apariciones en otros medios

### Cine casero
- El detective "Slam" Bradley aparecería en la película animada directa a video Justice League: The New Frontier. Aparece como socio del Detective Marciano ayudando a salvar a un niño de un culto que rinde culto al misterioso ser conocido como El Centro.